# Parigi-Nizza 1961
La Parigi-Nizza 1961, diciannovesima edizione della corsa, si svolse dal 10 al 16 marzo su un percorso di 1 262 km ripartiti in sette tappe (la sesta suddivisa in due semitappe). Fu vinta dal francese Jacques Anquetil, già primo nell'edizione del 1957, davanti al connazionale Joseph Groussard e al belga Jef Planckaert.

## Tappe
| Tappa  | Data     | Percorso                                | km    | Vincitore di tappa | Leader cl. generale |
| ------ | -------- | --------------------------------------- | ----- | ------------------ | ------------------- |
| 1ª     | 10 marzo | Montgeron > Avallon                     | 217   | Armand Desmet      | Armand Desmet       |
| 2ª     | 11 marzo | Avallon > Montceau-les-Mines            | 190   | André Darrigade    | Armand Desmet       |
| 3ª     | 12 marzo | Etang du Plessis (cronometro a squadre) | 23    | Saint-Raphaël      | Tom Simpson         |
| 4ª     | 13 marzo | Montceau-les-Mines > Saint-Étienne      | 193   | Joseph Groussard   | Joseph Groussard    |
| 5ª     | 14 marzo | Saint-Étienne > Avignone                | 218   | Jean Anastasi      | Joseph Groussard    |
| 6ª-1ª  | 15 marzo | Beaucaire > Vergèze                     | 68    | Jacques Anquetil   | Jacques Anquetil    |
| 6ª-2ª  | 15 marzo | Vestric-et-Candiac > Manosque           | 160   | Rik Van Looy       | Jacques Anquetil    |
| 7ª     | 16 marzo | Manosque > Nizza                        | 225   | Rik Van Looy       | Jacques Anquetil    |
| Totale | Totale   | Totale                                  | 1 262 |                    |                     |

## Dettagli delle tappe

### 1ª tappa
- 10 marzo: Montgeron > Avallon – 217 km

| Pos. | Corridore            | Squadra       | Tempo    |
| ---- | -------------------- | ------------- | -------- |
| 1    | Armand Desmet        | Faema         | 5h43'51" |
| 2    | Joseph Groussard     | Alcyon-Leroux | a 1"     |
| 3    | Jean-Claude Lefèbvre | Alcyon-Leroux | s.t.     |

| Pos. | Corridore     | Squadra | Tempo |
| ---- | ------------- | ------- | ----- |
| 1    | Armand Desmet | Faema   |       |

### 2ª tappa
- 11 marzo: Avallon > Montceau-les-Mines – 190 km

| Pos. | Corridore        | Squadra       | Tempo    |
| ---- | ---------------- | ------------- | -------- |
| 1    | André Darrigade  | Alcyon-Leroux | 4h34'06" |
| 2    | Rik Van Looy     | Faema         | s.t.     |
| 3    | Lode Troonbeeckx | Dr. Mann-Labo | s.t.     |

| Pos. | Corridore     | Squadra | Tempo |
| ---- | ------------- | ------- | ----- |
| 1    | Armand Desmet | Faema   |       |

### 3ª tappa
- 12 marzo: Etang du Plessis > Etang du Plessis (cron. a squadre) – 23 km

| Pos. | Squadra                   | Tempo  |
| ---- | ------------------------- | ------ |
| 1    | Saint-Raphaël             | 28'47" |
| 2    | Faema                     | a 4"   |
| 3    | Helyett-Fynsec-Hutchinson | a 16"  |

| Pos. | Corridore   | Squadra | Tempo |
| ---- | ----------- | ------- | ----- |
| 1    | Tom Simpson | Rapha   |       |

### 4ª tappa
- 13 marzo: Montceau-les-Mines > Saint-Étienne – 193 km

| Pos. | Corridore        | Squadra       | Tempo    |
| ---- | ---------------- | ------------- | -------- |
| 1    | Joseph Groussard | Alcyon-Leroux | 4h34'35" |
| 2    | Henri Anglade    | Liberia       | a 39"    |
| 3    | Rudi Altig       | Rapha         | s.t.     |

| Pos. | Corridore        | Squadra       | Tempo |
| ---- | ---------------- | ------------- | ----- |
| 1    | Joseph Groussard | Alcyon-Leroux |       |

### 5ª tappa
- 14 marzo: Saint-Étienne > Avignone – 218 km

| Pos. | Corridore          | Squadra       | Tempo    |
| ---- | ------------------ | ------------- | -------- |
| 1    | Jean Anastasi      | Mercier       | 4h55'08" |
| 2    | Raymond Elena      | Saint-Raphaël | s.t.     |
| 3    | Ottorino Benedetti | Ignis         | a 42"    |

| Pos. | Corridore        | Squadra       | Tempo |
| ---- | ---------------- | ------------- | ----- |
| 1    | Joseph Groussard | Alcyon-Leroux |       |

### 6ª tappa - 1ª semitappa
- 15 marzo: Beaucaire > Vergèze (cron. individuale) – 68 km

| Pos. | Corridore        | Squadra       | Tempo    |
| ---- | ---------------- | ------------- | -------- |
| 1    | Jacques Anquetil | Helyett       | 1h00'20" |
| 2    | Ab Geldermans    | Saint-Raphaël | a 1'12"  |
| 3    | Jef Planckaert   | Wiel's        | a 1'48"  |

| Pos. | Corridore        | Squadra | Tempo |
| ---- | ---------------- | ------- | ----- |
| 1    | Jacques Anquetil | Helyett |       |

### 6ª tappa - 2ª semitappa
- 15 marzo: Vestric-et-Candiac > Manosque – 160 km

| Pos. | Corridore      | Squadra | Tempo    |
| ---- | -------------- | ------- | -------- |
| 1    | Rik Van Looy   | Faema   | 3h53'09" |
| 2    | Rudi Altig     | Rapha   | a 6"     |
| 3    | Silvano Ciampi | Philco  | a 9"     |

| Pos. | Corridore        | Squadra | Tempo |
| ---- | ---------------- | ------- | ----- |
| 1    | Jacques Anquetil | Helyett |       |

### 7ª tappa
- 16 marzo: Manosque > Nizza – 225 km

| Pos. | Corridore            | Squadra       | Tempo    |
| ---- | -------------------- | ------------- | -------- |
| 1    | Rik Van Looy         | Faema         | 6h47'25" |
| 2    | Pino Cerami          | Peugeot       | s.t.     |
| 3    | Jean-Claude Lefèbvre | Alcyon-Leroux | s.t.     |

| Pos. | Corridore        | Squadra       | Tempo     |
| ---- | ---------------- | ------------- | --------- |
| 1    | Jacques Anquetil | Helyett       | 31h59'41" |
| 2    | Joseph Groussard | Alcyon-Leroux | a 1'59"   |
| 3    | Jef Planckaert   | Wiel's        | a 2'00"   |

## Classifiche finali

### Classifica generale
| Pos. | Corridore            | Squadra       | Tempo     |
| ---- | -------------------- | ------------- | --------- |
| 1    | Jacques Anquetil     | Helyett       | 31h59'41" |
| 2    | Joseph Groussard     | Alcyon        | a 1'59"   |
| 3    | Jef Planckaert       | Wiel's        | a 2'00"   |
| 4    | Jean-Claude Lefèbvre | Alcyon        | a 2'07"   |
| 5    | Tom Simpson          | Rapha         | a 2'10"   |
| 6    | Ab Geldermans        | Saint-Raphaël | a 2'26"   |
| 7    | Rik Van Looy         | Faema         | a 2'29"   |
| 8    | Armand Desmet        | Faema         | a 3'40"   |
| 9    | Raymond Poulidor     | Mercier       | a 4'50"   |
| 10   | Édouard Delberghe    | Helyett       | a 5'14"   |